# Lviv Airlines
Lviv Airlines – nieistniejące ukraińskie linie lotnicze z siedzibą główną we Lwowie.

## Flota
- 1 Jakowlew Jak-42D

## Porty docelowe
- Ukraina
  - Lwów (Port lotniczy Lwów)
  - Kijów (Port lotniczy Kijów-Boryspol)
- Włochy
  - Neapol (Port lotniczy Neapol)
  - Rzym (Port lotniczy Rzym-Ciampino)
- Portugalia
  - Lizbona (Port lotniczy Lizbona-Portela)
- Hiszpania
  - Madryt (Port lotniczy Madryt-Barajas)
- Rosja
  - Moskwa
    - (Port lotniczy Moskwa-Domodiedowo)
    - (Port lotniczy Moskwa-Wnukowo)
- Gruzja
  - Tbilisi (Port lotniczy Tbilisi)